# Biscutella auriculata

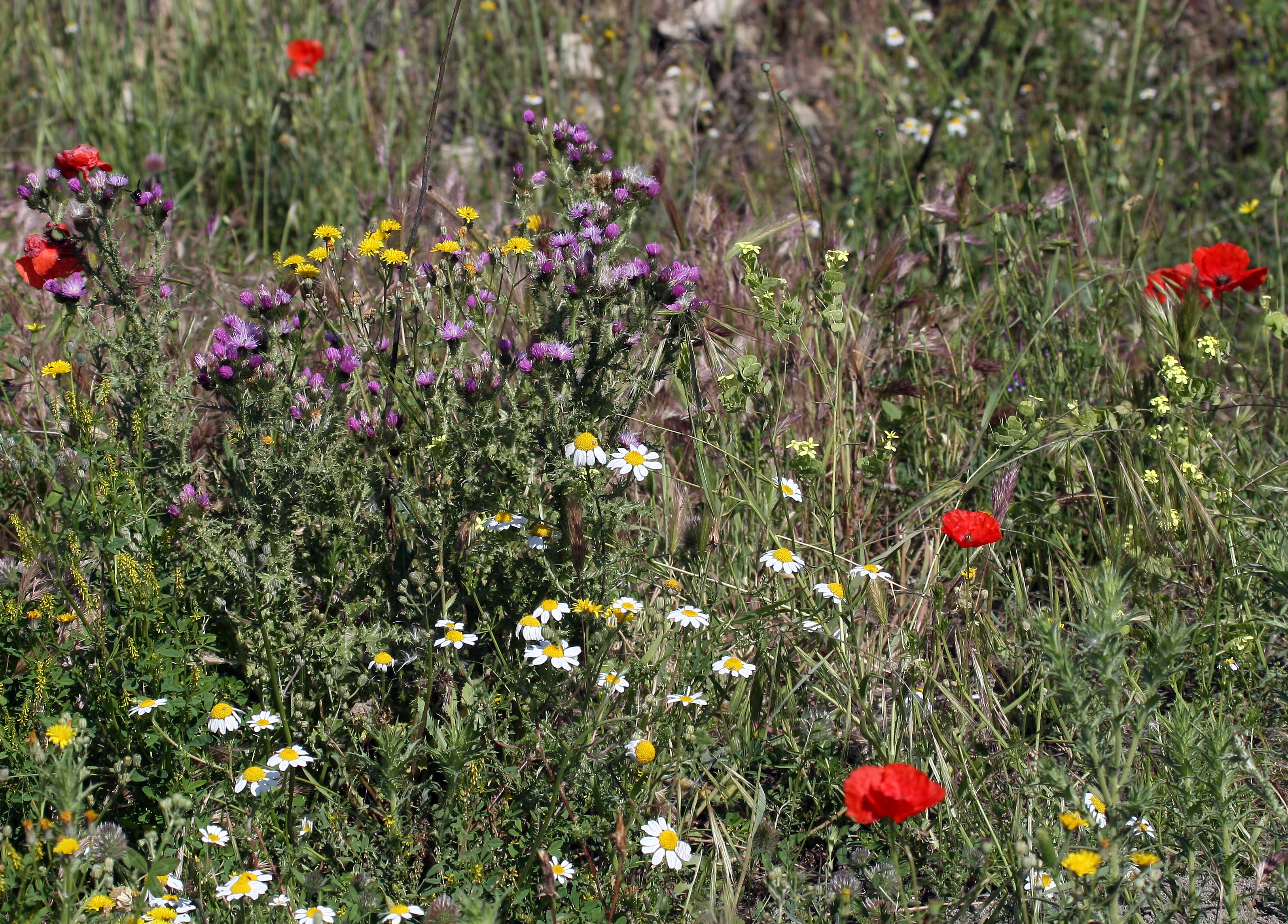
Aspecto típico de la «Campiña Madrileña» en mayo, con Biscutella auriculata, entre numerosas otras especies campestres.

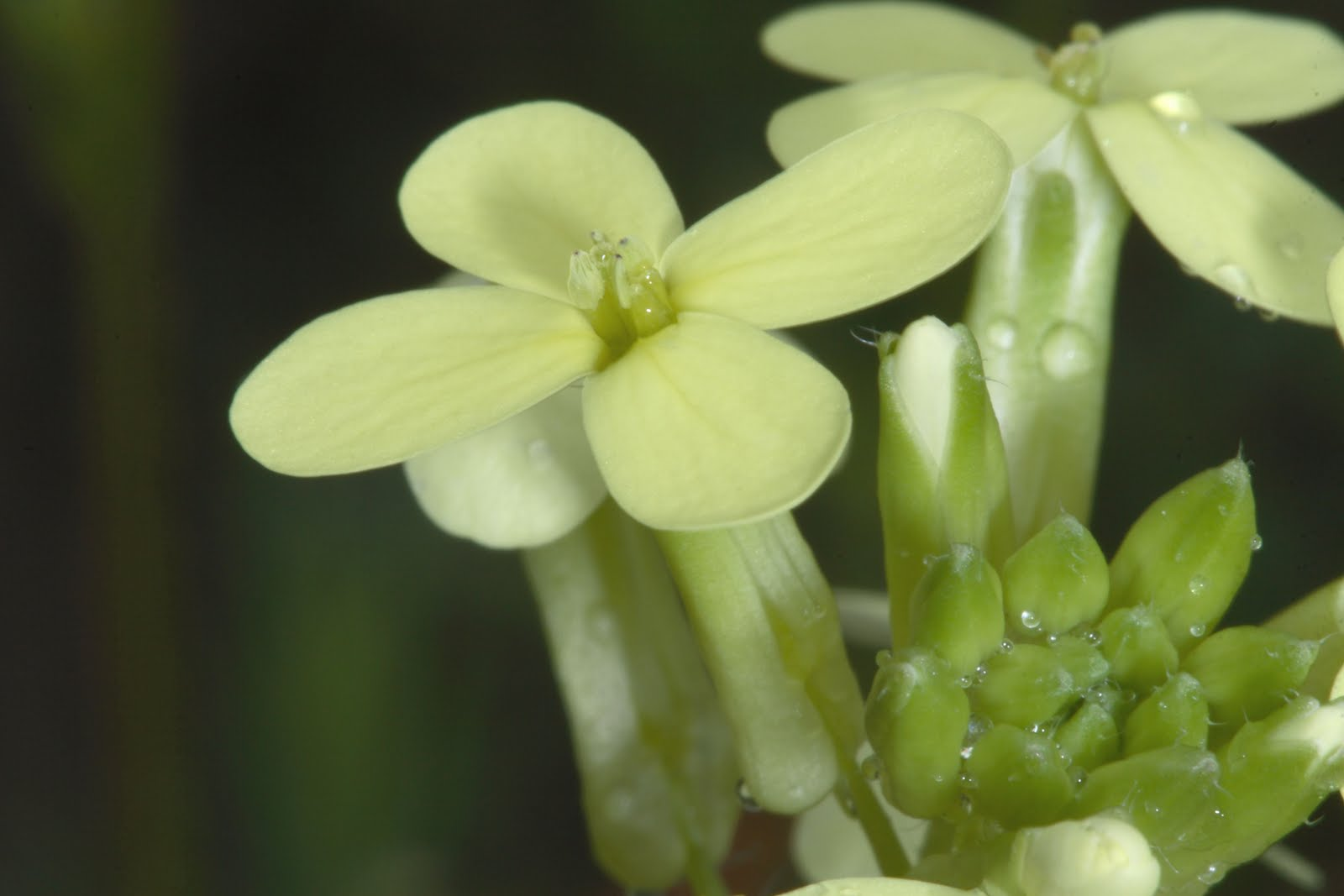
Detalle de la flor

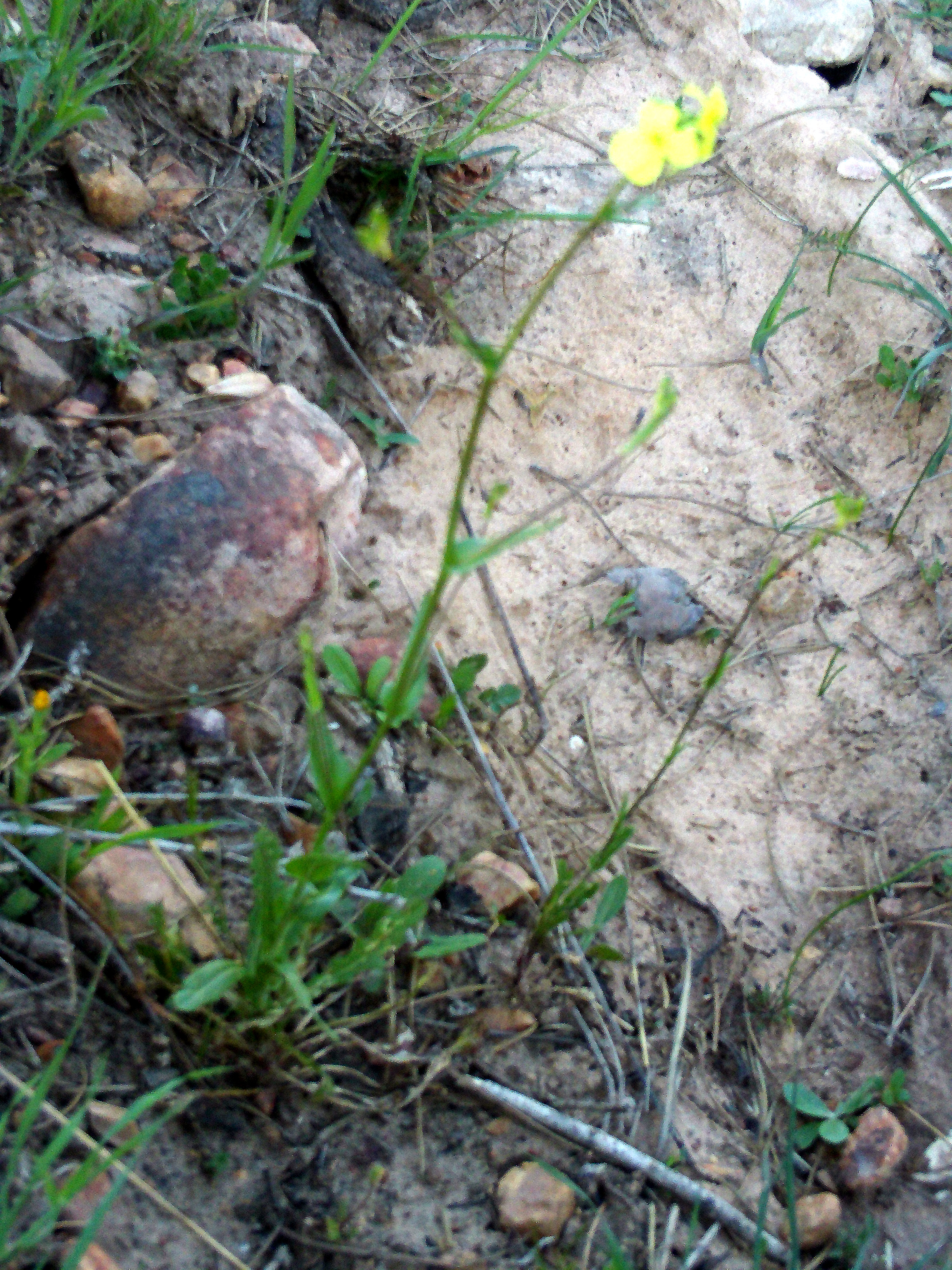
Vista de la planta

Biscutella auriculata es una especie de planta herbácea y  medicinal  perteneciente a la familia Brassicaceae (=Cruciferae). 

## Descripción
Tiene una altura de unos 40-60 cm, con escapos ramificados. Hojas basales en roseta; racimos tupidos de flores centimétricas, con 4 pétalos patentes de color amarillo limón/azufre. Frutos (silículas) aplanados y muy delgados, glandulosos, también centimétricos, en forma de cristales de gafas (de allí ciertos de sus nombres vernáculos en castellano y otros idiomas), y con una fina membrana marginal de ancho milimétrico parcialmente decurrente sobre el estilo persistente, erecto y cuya altura es similar al diámetro de las valvas. Una semilla en cada uno de los «cristales de los anteojos».

## Hábitat y distribución
Ruderal, borde de caminos, campos de cultivo, barbechos, etc., en clima templado. Anual primaveral. 
Nativa de Europa meridional  y África del Norte.

## Farmacología
En medicina popular se usa entera como diurética y antiedematosa (eso es, anti edemas e hidropesía).

## Taxonomía
Biscutella auriculata fue descrita por Carlos Linneo y publicado en Species Plantarum, vol. 2, p. 652 en 1753.
Citología
Número de cromosomas de Biscutella auriculata (Fam. Cruciferae) y táxones infraespecíficos: n=8
Etimología
Biscutella: nombre genérico que deriva del Latín bi= «doble» y scutella = «pequeña copa».
auriculata: epíteto latino que  alude al fruto que evoca a las «orejas». 
Subespecies
- Biscutella auriculata subsp. auriculata
- Biscutella auriculata subsp. brevicalcarata Batt. África del Norte (Argelia y Marruecos)

Sinonimia
- Biscutella auriculata subsp. auriculata L.
- Biscutella auriculata subsp. brevicalcarata Batt.
- Biscutella balearica Jord.
- Biscutella brevicalcarata Batt.
- Biscutella cambessedesii Sennen
- Biscutella candollei Jord.
- Biscutella elicrocensis Lázaro Ibiza
- Biscutella erigerifolia DC.
- Biscutella lamarckii Jord.
- Biscutella major Schkuhr
- Biscutella mauritanica Jord.
- Biscutella orcelitana Lag. ex DC.
- Clypeola auriculata (L.) Crantz
- Iondraba auriculata (L.) Webb & Berthel.
- Iondraba cambessedesii Sennen
- Iondraba sulphurea Medik.
- Jondraba auriculata (L.) Webb & Berthel.
- Jondraba sulphurea Medik. nom. illeg.[5]

## Nombres vernáculos
Castellano: anteojera, anteojeras, anteojos, anteojos de Santa Lucía, génaves, hierba de los anteojos, tamarilla, yerba de los anteojos